# Sinuhes berättelse

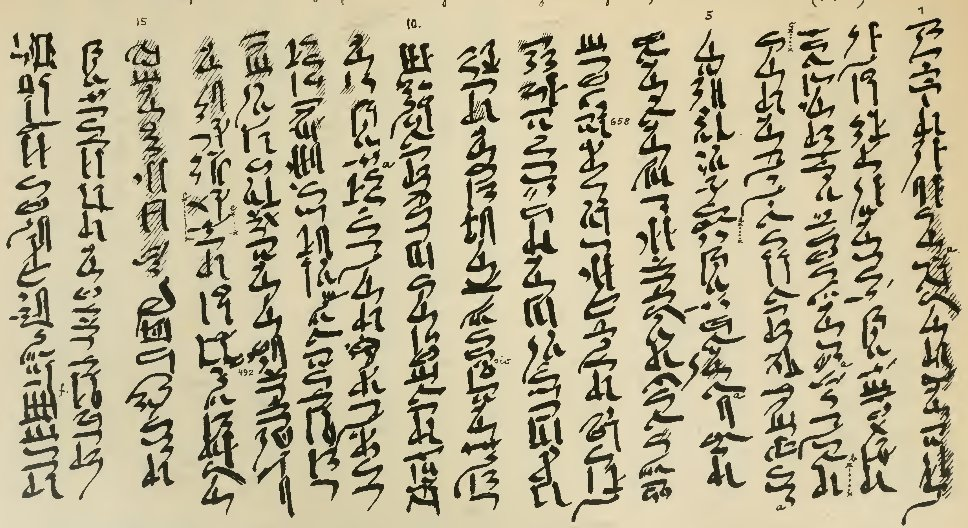
Sinuhes berättelse (P. Berlin 3022).

Sinuhes berättelse (även Sanehats berättelse) är en berättelse från det forntida Egypten och är ett av de främsta litterära verken bland forntida egyptisk litteratur och antikens egyptiska litteratur. Berättelsen finns bevarad genom flera fynd på papyrus och ostraka. Den bäst bevarade texten är Berlin 3022-papyrusen som dateras till cirka 1800 f.Kr. och det Mellersta riket.

## Berättelsen
Berättelsen centrerar hovtjänstemannen Sinuhe (𓅬𓈖𓉔𓆭 ) och dennes liv och äventyr. Det är Sinuhe själv som berättar.
Äventyren tar sin början när Sinuhe råkar få höra kungen Amenemhet I:s dödsbud under ett fälttåg lett av kronprinsen Sesostris I i Libyen. Sinuhe flyr hals över huvud från fältlägret och tar sig utanför Egyptens gränser, via Sinaiöknen. I öknen är Sinuhe på väg att dö av törst, men en asiatisk nomad räddar livet på honom. Sinuhe bosätter sig i Levanten. Sinuhe blir sedan värvad av en lokal furste vid namn Amunenshi. Denne gör Sinuhe till sin svärson, ger honom jordegendom och placerar honom i täten av sin stam. Sinuhe bevisar sina fysiska och psykiska färdigheter i en duell med en slagskämpe från en annan, rivaliserande stam. 
Området som Sinuhe bosatte sig i beskrivs som "Övre Retjenu", vilket med största sannolikhet syftar på Palestinas bergland. I detta land "finns det", enligt historien,
| ” | fikon och vinstockar, det har mer vin än vatten, det är rikt på honung och olja och alla slags frukter växer på dess träd. Det finns där vete och korn samt otaliga hjordar. Jag hade som daglig kost bröd och vin, kokt kött och gåsstek utom det villebråd från öknen som mina jägare fångade åt mig och det som mina hundar bar hem åt mig. | „ |

Trots alla ynnestbevis och trots att han rotat sig med familj i Levanten hos Amunenshi börjar den åldrande Sinuhe längta hem, inte minst på grund av föreställningen att en riktig begravning (nödvändig för ett evigt liv) endast kan genomföras i Egypten. I ett mirakulöst svar på hans outtalade böner anländer ett brev från den nye kungen Sesostris I, vilket innehåller en kunglig amnesti och en uppmaning till Sinuhe att återvända hem. Sinuhe jublar över detta meddelande och lämnar sitt nyskapta liv bakom sig för Egypten. Vid ankomsten till Egypten och hovet i huvudstaden Lisht välkomnas Sinuhe, och han tilldelas rikliga belöningar och underhåll i form av hus, provisioner, tjänare och (inte minst) en storståtlig grav.

## Tolkningar
Flera tolkningar har fokuserat på temat om fri vilja och ödestro i forntidens Egypten, inte minst mot bakgrund av den flykt som Sinuhe tog sig för och som han i efterhand inte kan förklara eller förstå.
Annars har många tolkningar fokuserat på verkliga eller inbillade paralleller till berättelser i Gamla testamentet. Sinuhes flykt sägs påminna om profeten Jonas flykt, Sinuhes duell med slagskämpen sägs avspeglas i berättelsen om David och Goliat, Sinuhes karriär i utlandet sägs likna berättelsen om Josefs karriär i Egypten, och Sinuhes avfärd och återvändande sägs föra tankarna till berättelsen om den förlorade sonen.

## Manuskripten

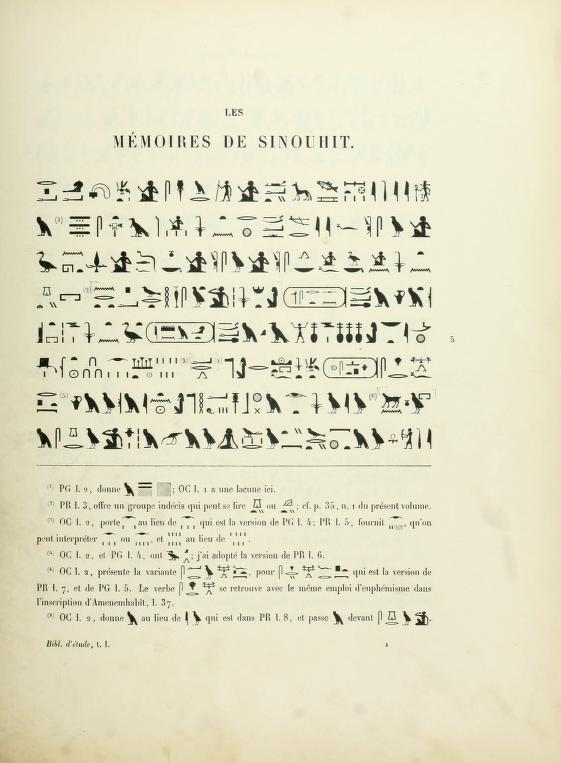
Les Mémoires de Sinouhît (1908).

Berättelsen finns bevarad på 36 olika manuskript, både på papyrus och ostraka. Det finns åtta kända papyrusmanuskript och 28 ostrakamanuskript. Samtliga manuskript är skrivna i hieratisk skrift och dateras till det Mellersta riket eller det Nya riket.
Ostrakamanuskripten återfinns bland annat på Ashmolean ostrakon, Senenmut 149 ostrakon och British Museum ostrakon.
Papyrusmanuskripten återfinns bland annat i Papyrus Moskva/Pusjkin 4657 (i samlingen Golenisjtjev papyri), Berlin 10499-papyrusen, Turin 54015-papyrusen, Harageh 1-papyrusen och Berlin 3022-papyrusen.
Den mest omfattande återfinns i Berlin 3022-papyrusen. Manuskriptet dateras till det Mellersta riket under Egyptens tolfte dynasti till 1800-talet f.Kr. under Amenemhet III:s regeringstid. Papyrusens storlek är cirka 490 × 21 centimeter.

## Bearbetningar
- 1908 publicerade franske Gaston Maspero texten i boken Les Mémoires de Sinouhît.[10]
- 1909 publicerade brittiske Alan Henderson Gardiner texten i boken Die Erzählung des Sinuhe und die Hirtengeschichte. Hieratische Papyri aus den königlichen Museen Berlin V.[4][11]
- 1932 publicerade Aylward Blackman texten i boken The Story of Sinuhe.[12]
- 1941 gav egyptiern Naguib Mahfouz ut novellen Awdat Sinuhi baserad på den forntida berättelsen.[13]
- 1945 gav finske Mika Waltari ut romanen Sinuhe egyptiern baserad på den ursprungliga berättelsen.
- 1954 hade Michael Curtizs film Sinuhe, egyptiern premiär som i sin tur baserades på Waltaris bok.
- 1990 publicerade Roland Koch texten i boken Die Erzählung des Sinuhe.[14]